# Štětínský záliv
Štětínský záliv (polsky Zalew Szczeciński, německy Stettiner Haff, Oderhaff nebo Pommersches Haff) je záliv Baltského moře u břehů Německa (Meklenbursko-Přední Pomořansko) a Polska (Západopomořanské vojvodství). Záliv má rozlohu 687 km². Je 52 km dlouhý a 22 km široký. V plavební dráze je hluboký 8,5 m.

## Geografie
Štětínským zálivem prochází od roku 1945 státní hranice mezi Polskem a Německem. Polská část na východ od hranice je známá jako Wielki Zalew (německy Großes Haff – „Velký záliv“), západní německá část jako Kleines Haff (polsky Mały Zalew – „Malý záliv“). Větší polská část má rozlohu 410 km² a objem 1,6 km³, menší německá část má rozlohu asi 277 km² a objem 1 km³.
Štětinský záliv do pevniny zabíhá dílčími zálivy jako je Zatoka Nowowarpieńska, Jezioro Nowowarpieńskie, Zatoka Skoszewska, Roztoka Odrzańska a menšími zálivy jako je Boleń, Diabły, Krzecki Zalew, Zatoka na Palach. 
Mělké dno není výrazně členité, ale je zde řada mělčin jako Mielizna Kopicka, Krzecka Mielizna, Krzecki Wyskok, Mielizna Osiecka, Płocińska Mielizna, Pomorska Mielizna, Wolińska Mielizna, Wyskok Warpieński, Mielizna Rzepczyńska (německy Repziner Haken), Hart Schaar, Kamig-Haken, Ueckerhaken, Borken-Haken či Göschenbrinks-Fläche.
Průlivem Svina, Dziwna a Peenestrom je spojen s Pomořanským zálivem, od kterého je oddělen ostrovy Uznojem a Wolin (Volyň). Od roku 2022 leží v zálivu umělé ostrovy Brysna a Śmięcka.
Průměrná salinita je mezi 0,5 a 2 gramy soli na kilogram vody, což přibližně odpovídá 0,5 a 2 ‰. Občas severní vítr změní směr Sviny a do laguny se dostane mořská voda z Baltského moře, čímž se zvýší místní slanost na 6 ‰. Průměrná roční teplota vody je 11 °C.
Štětínský záliv je nejbližší moře od území České republiky – 290 km od Šluknova (cesta Teplice – Ueckermünde – asi 425 km, cesta Trutnov – Stepnica (Roztoka Odrzańska) blízko Goleniów – asi 460 km, cesta Trutnov – Trzebież blízko Police – asi 460 km).

## Přítoky
Do zálivu ústí řeka Odra, Uecker a Peene (Pěna).

## Doprava

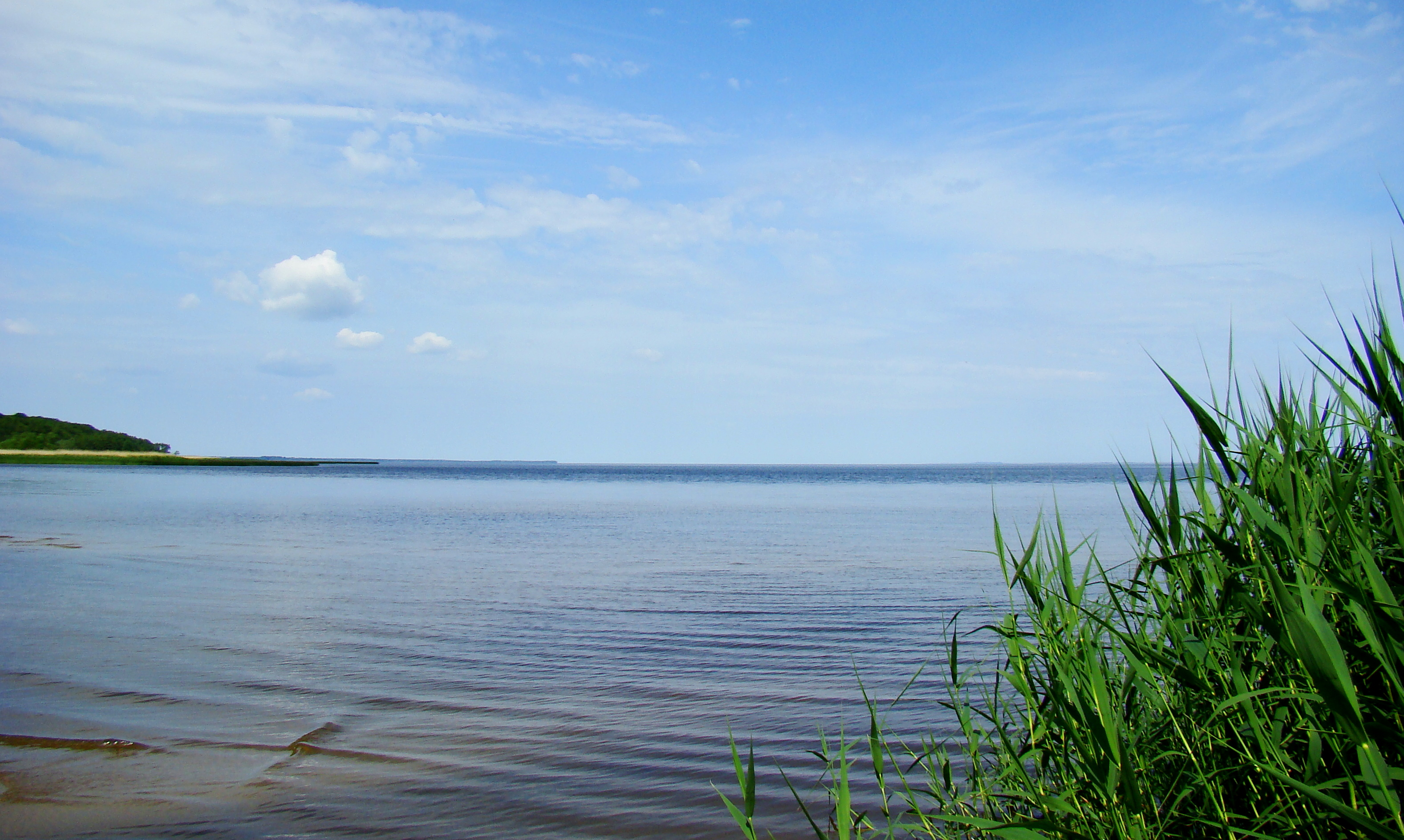
Štětínský záliv

- Hlavní přístav je Štětín (Polsko) na Odře.
- přístav Police (Polsko) na Odře.
- přístav Ueckermünde (Německo, Meklenbursko-Přední Pomořansko).
- přístav Trzebież blízko Police (Polsko).
- přístav Stepnica (Roztoka Odrzańska) blízko Goleniów (Polsko).

## Města
- Svinoústí
- Wolin
- Nowe Warpno